# Deforme est de se ipso praedicare
 Deforme est de se ipso praedicare лат. (изговор: ин деформе ест де се ипсо предикаре). Ружно је хвалилти самога себе. (Цицерон)

## Поријекло изреке
Изреку изрекао римски државник и бесједник Цицерон (први вијек п. н. е.).

## Тумачење
Хвали се онај ко у себе сумња. Хвалише се у недостатку доказа за тврдњу. Хвалисање је противно тврдњи. Увјерљивије је када други хвали. Ружно се хвалити, лијепо је да други хвале!